# Kalcium-sztearát
A kalcium-sztearát egy fehér, szobahőmérsékleten szilárd vegyület, melynek képlete C36H70CaO4. A vegyület két darab sztearátból (a sztearinsav anionja) áll, valamint egy kétszeresen pozitív töltésű kationból, melyet a kalcium alkot (Ca2+). A kalcium-sztearát olvadáspontja 179 °C, vízben nagyon kevéssé oldékony, éterben, kloroformban, acetonban és hideg alkoholban nem oldható. Meleg alkoholban és meleg növényi és ásványi olajokban részben oldékony, meleg piridinben jól oldható. Előállítása során általában állati eredetű (bárányból, sertésből, marhából származó) sztearinsavat használnak. A VIII. Magyar Gyógyszerkönyvben  Calcii stearas    néven hivatalos.  

## Felhasználása
- Élelmiszerek esetén elsősorban csomósodást gátló anyagként, valamint emulgeálószerként alkalmazzák, E470a néven. Főként cukrászipari termékekben fordulhat elő, de igazán széles körben a kozmetikumokban fordulhat elő. Napi maximum beviteli mennyisége nincs meghatározva.
- Töltőanyagként, valamint térfogatnövelőként számos gyógyszerben, kapszulában megtalálható. Előnye továbbá, hogy síkosító tulajdonsággal is rendelkezik, vagyis a tabletták készítése során, a nagy nyomáson történő tablettává préseléskor a kalcium-sztearát megakadályozza, hogy a tabletta alkotóelemei a prés alkatrészeihez tapadjanak.